# Marchfeld Competition Forum
Das Marchfeld Competition Forum (MCI) ist eine Vereinigung von mittel- und osteuropäischen Wettbewerbsbehörden. Das Forum wurde am 1. Juli 2008 in Schlosshof im Marchfeld (Österreich) gegründet und trifft sich in unregelmäßigen Abständen.
Initiatoren dieser Plattform sind die österreichische Bundeswettbewerbsbehörde (Generaldirektor Theodor Thanner) und die tschechische Wettbewerbsbehörde (Vorsitzender Martin Pecina). Es dient der Verbesserung der Zusammenarbeit und der Kooperation der nationalen Behörden.

## Aufgaben
Zu den Aufgaben der Wettbewerbsbehörden gehören die Umsetzung der nationalen Kartellgesetze sowie auf EU-Ebene die Anwendung der Artikel 81 und 82 des EG-Vertrags. Dies beinhaltet für den Großteil der Mitglieder der Initiative (13 europäische Länder – auch die Schweiz und Kroatien, die keine EU Mitglieder sind)
- das Durchführen von Fusionskontrollen,
- Untersuchungen und Ermittlungen hinsichtlich Preis- und Kartellabsprachen sowie
- Analysen von marktbeherrschenden Stellungen einzelner Unternehmen (bis hin zu Monopolen oder Oligopolen) und die Verhinderung des Marktmachtmissbrauchs.

Ziel dabei ist es, funktionierenden Wettbewerb sicherzustellen und Wettbewerbsverzerrungen sowie -beschränkungen entgegenzutreten.

## Ziele
Die Ziele des Marchfeld Competition Forums sind in der Marchfelder Deklaration (Memorandum of Understanding) formuliert. Sie bestehen im Wesentlichen darin, die Zusammenarbeit und die Kooperation zwischen den nationalen Wettbewerbsbehörden zu fördern. Wettbewerbsverstöße sind oftmals kein rein nationales Problem, sondern betreffen überregionale/internationale Märkte. Eine effektive Bekämpfung von Vergehen auf dem Bereich des Wettbewerbs kann daher nur durch gemeinsames Vorgehen erfolgen.
Daraus resultieren folgende Ziele des MCI
- Kooperation und gemeinsame Weiterentwicklung im Law Enforcement und der Wettbewerbspolitik
- Ausbildungsinitiativen und High Level Trainings
- Informationsaustausch – auch in der Fallbearbeitung, soweit es die Gesetzeslagen erlauben.

## Mitglieder
Folgende nationale Wettbewerbsbehörden gehören dem Marchfeld Competition Forum (MCI) an:
- Österreich – Bundeswettbewerbsbehörde
- Tschechien – Úřad pro ochranu hospodářské soutěže
- Bulgarien – Комисия за Защита на Конкуренцията
- Kroatien – Agencija za zastitu trzisnog natjecanja
- Estland – Konkurentsiamet
- Ungarn – Gazdasági Versenyhivatal
- Lettland – Konkurences padome
- Litauen – Konkurencijos taryba
- Polen – Urzęd Ochrony Konkurencji i Konsumentów
- Rumänien – Consiliul Concurentei
- Slowakei – Protimonopolný úrad
- Slowenien – Urad Republike Slovenije za varstvo konkurence
- Schweiz – Wettbewerbskommission
- Europäische Kommission – Generaldirektion Wettbewerb
- Europäisches Wettbewerbsnetz – European Competition Network – ECN